# Quinto Tineyo Clemente
Quinto Tineyo Clemente  fue un senador romano de los siglos II y III, que desarrolló su carrera bajo los imperios de Marco Aurelio, Cómodo, Pertinax y Septimio Severo.

## Familia
De familia natural de Volaterra en Etruria, era nieto de Quinto Tineyo Rufo, consul ordinarius en 127, bajo Adriano, hijo de Quinto Tineyo Sacerdote Clemente, consul ordinarius en 158, bajo Antonino Pío, y hermano de Quinto Tineyo Sacerdote, consul suffectus en 192, bajo Cómodo, y consul ordinarius en 219, bajo Heliogábalo, y de Quinto Tineyo Rufo, consul suffectus en 182, bajo Cómodo.  

## Carrera pública
Su único cargo conocido fue el de consul ordinarius en 195, bajo Septimio Severo: